# Черкаски
 Тази статия е за селото.  За княза вижте Владимир Черкаски.  
Черка̀ски е село в Северозападна България. То се намира в община Вършец, област Монтана. До 1934 година името на селото е Хаджийска махала.

## История
Селото е наречено на Владимир Черкаски — руски юрист и държавник.

## Културни и природни забележителности
Събор на селото – провежда се в последната събота от месец август.
Фолклорен празник – участват фолклорни състави от региона. Няма конкурсен характер и се провежда една седмица преди събора на селото.